# Peter Zlatnar
Peter Zlatnar, slovenski zobozdravnik in esperantist, * 11. maj 1914, Ljubljana, † 7. februar 1987, Ljubljana.

## Življenje in delo
V rojstnem mestu je obiskoval meščansko šolo (1925–1929) in se učil pri dentistki P. Kocijančič (1930–1933), nato je bil pri njej zaposlen do 1941 vendar večkrat brez dela zaradi sodelovanja v naprednih delavskih društvih (Svoboda, Vzajemnost) in KPS (član od 1938). Po okupaciji 1941 je bil v odboru OF za železniško vozlišče v Ljubljani, januarja 1942 aretiran, od marca zaprt in konfiniran v Italijo. Od jeseni 1943 je bil najprej v 3. prekomorski brigadi (komandir čete, komisar 2. bataljona), in kasneje komisar bolnice 26. divizije. Po osvoboditvi 1945 je bil sekretar Ministrstva za zdravstvo LRS. Decembra 1945 je bil med soustanovitelji Zobotehniške šole v Ljubljani, ki je bila prva tovrstna srednja šola v Sloveniji, in bil do 1948 njen upravnik. V šolskem leti 1945/1946 je opravil izpite na zobozdravstveni šoli, od 1961–1965 je študiral na stomatološkem oddelku Medicinski fakulteti v Ljubljani in 1965 diplomiral. Po 1952 je večji del zdravstvene dejavnosti posvetil otrokom (vodil in pomagal pri organizaciji zdravstvenega varstva predšolskih otrok v ljubljanski regiji in na območju ljubljanskih občin.
Esperanta se je naučil 1932 na tečaju Delavskega esperantskega društva v Ljubljani, ki ga je vodil njegov oče. Leta 1946 je bil med ustanovitelji in 1954–1960 predsednik Jugoslovanske esperantske zveze v Zagrebu, od 1951–1980 večkrat predsednik Zveze esperantistov Slovenije, od 1981 do smrti pa častni predsednik. Z Rudolfom Rakušo si je prizadeval za pouk esperanta v šolah. Bil je odgovorni urednik glasil esperantistov Jugoslavije La suda stelo (1954–1961) v katerem je objavil tudi nekaj člankov  in Jugoslavia esperantisto (1957–1958). Uredil je knjigi Jugoslavio kaj ĝiaj popoloj (1953) in Josip Broz Tito (Vladimir Dedijer, 1954). O pomenu esperanta in o njegovem uveljavljanju, npr. v mednarodni organizaciji UNESCO, je napisal več člankov.